# 清潔能源

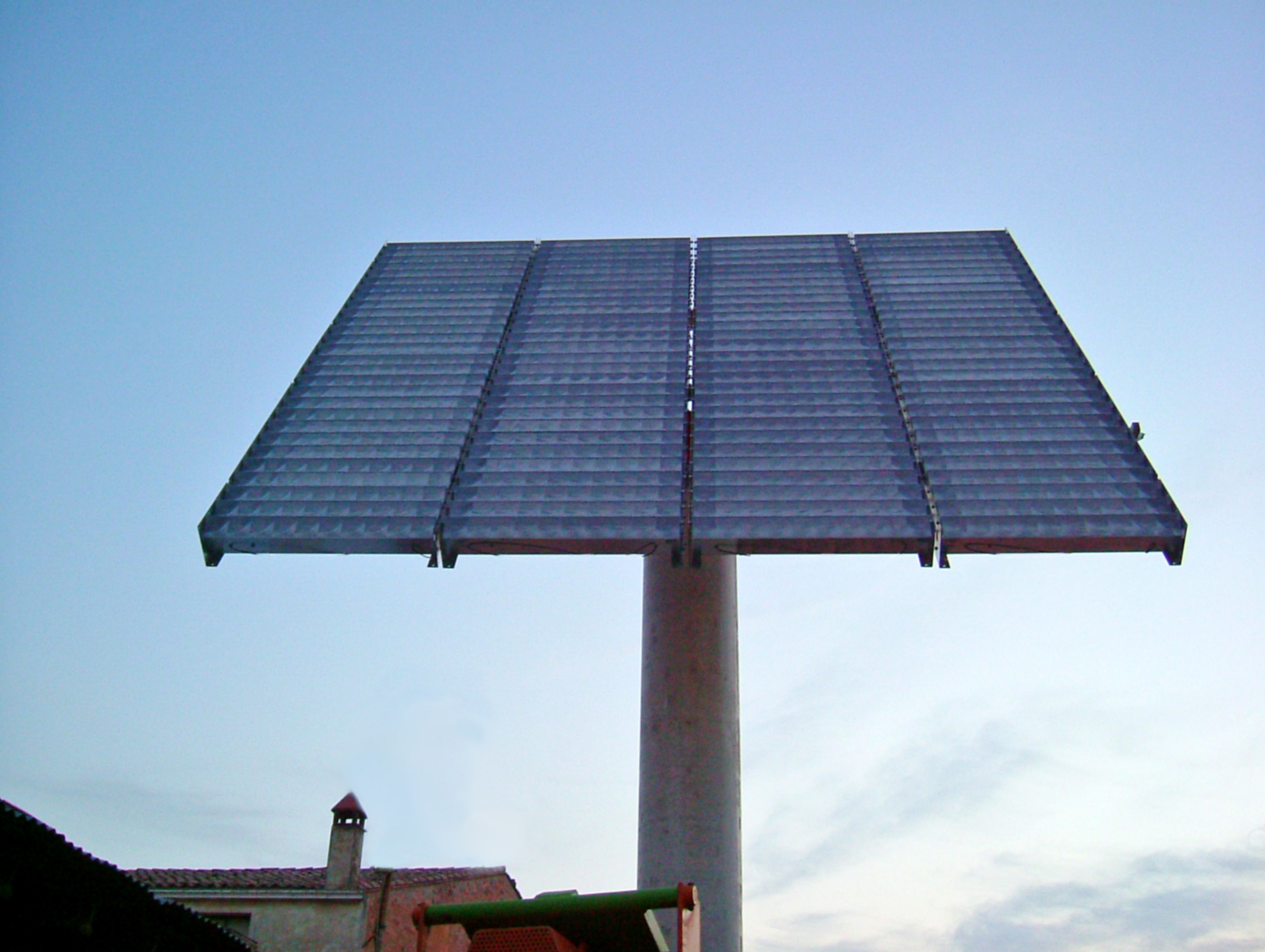
太陽能發電

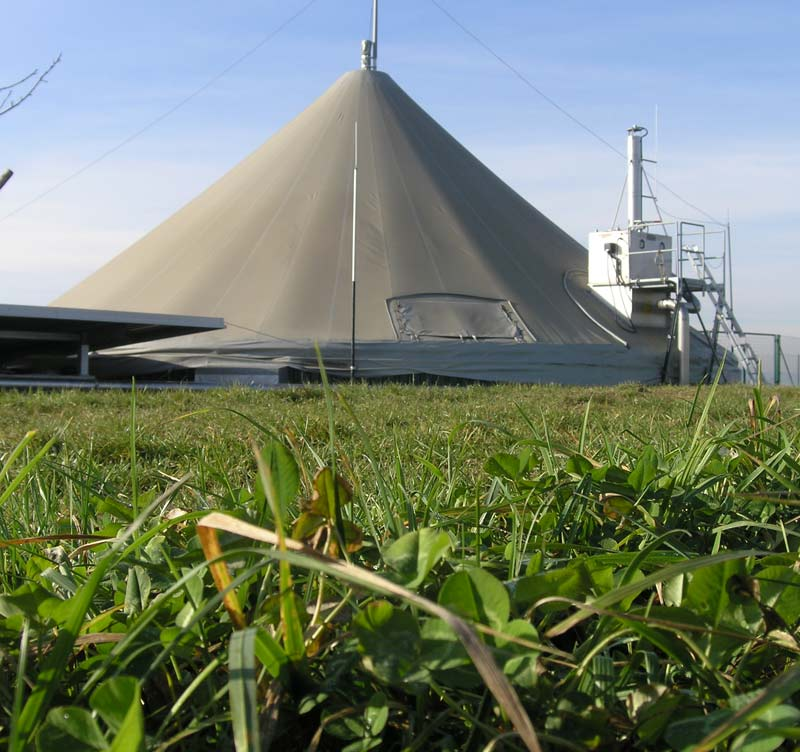
生質能發電

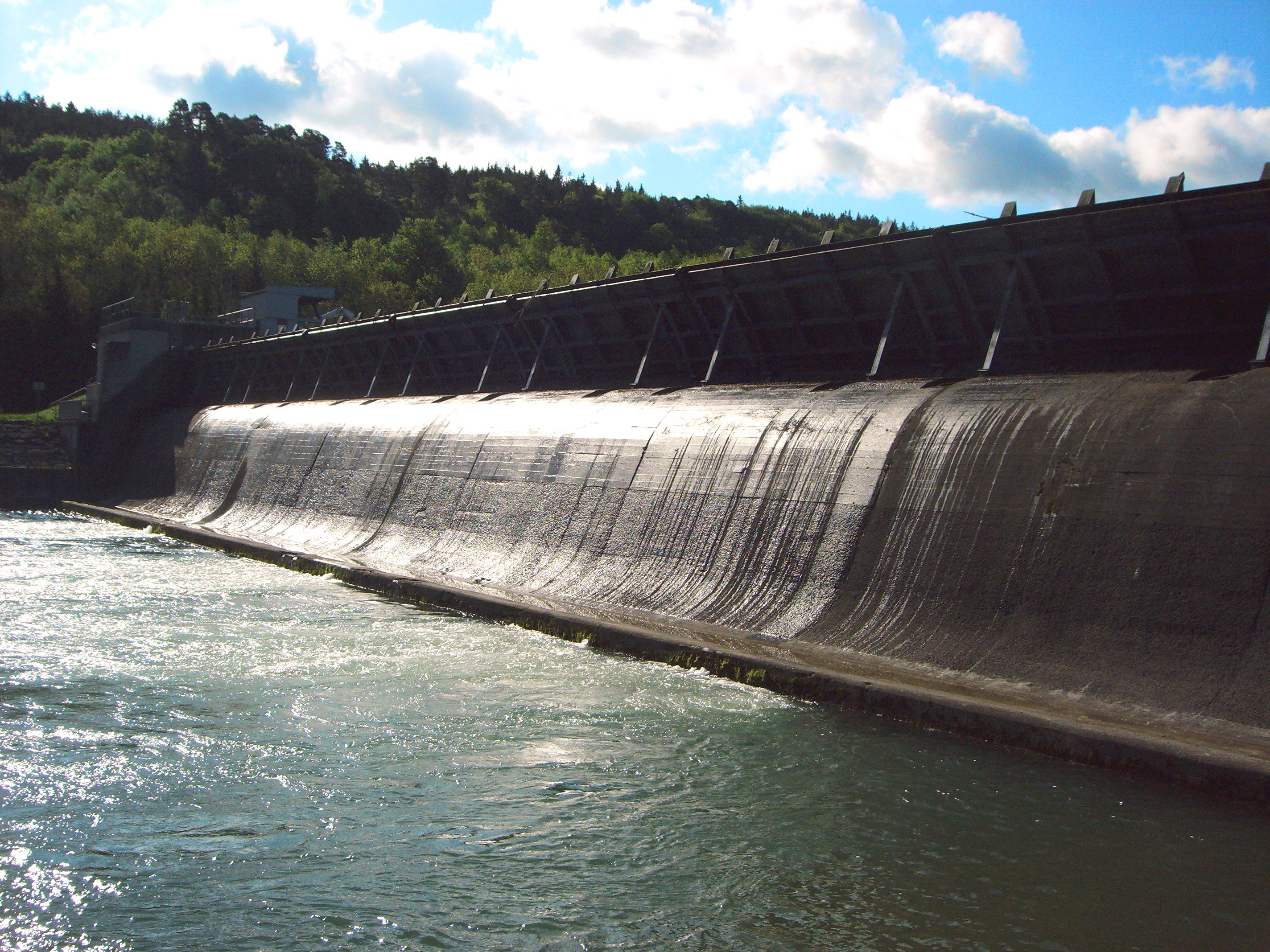
水力發電

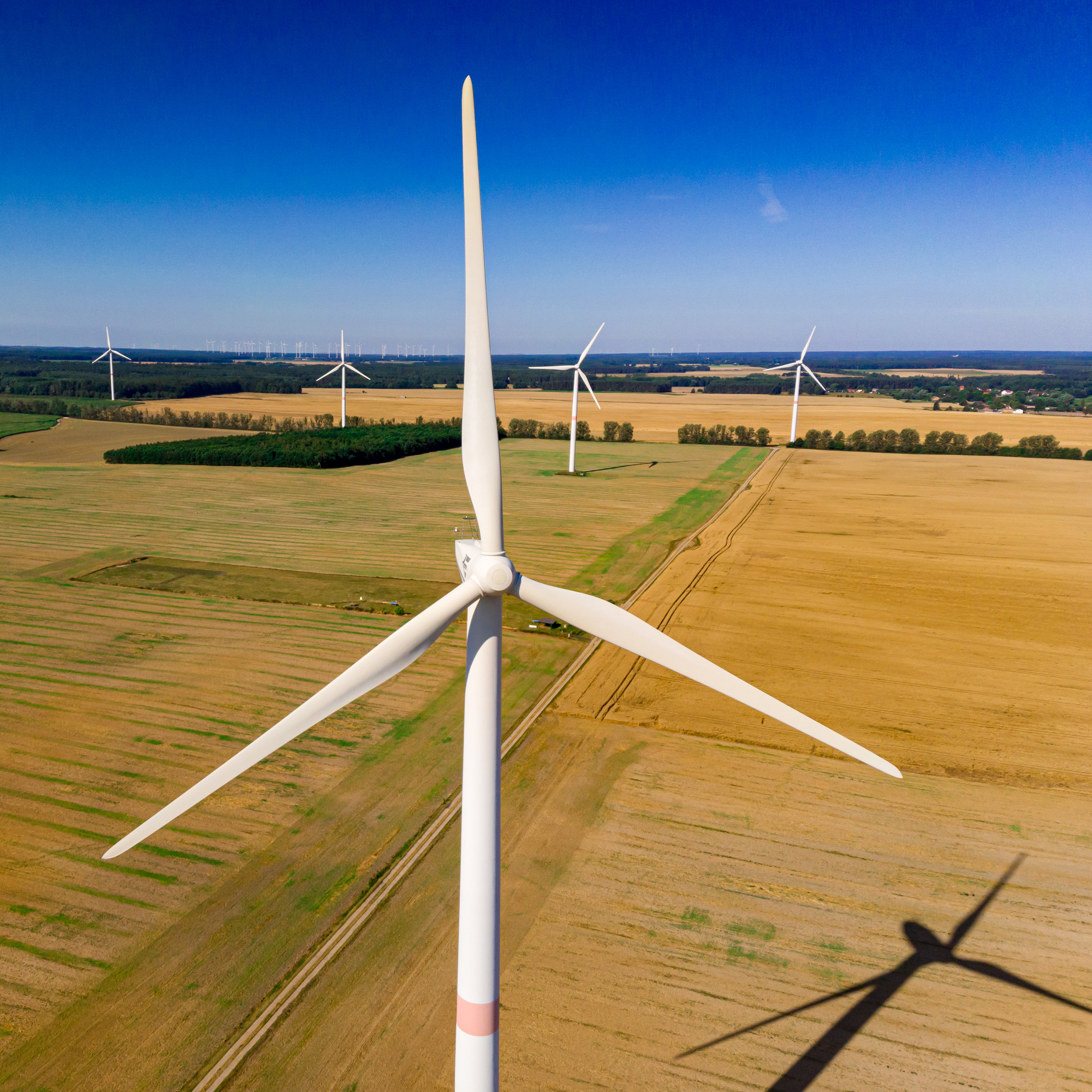
風力發電

清潔能源、潔淨能源或綠色能源是指不破壞、不危害環境及不排放污染物的能源。例子有：水能、风能、太阳能、地熱能、海潮能、海水溫差發電、生物能等，根據美國能源部最新的定義，並不是可再生能源的核能也將列入清潔能源。由於幾乎所有的綠色能源也是可再生能源，近年因為氣候變化問題日益嚴重，世界各國採取了鼓勵發展綠色能源發展的政策，推行了很多風能、太陽能等生產清潔能源的計劃。可再生能源是近似但不完全相同的能源。

## 與可再生能源的差別
可再生能源是指從自然資源提取而得到，且其補充速度在人類的時間尺度上有意義地快，能滿足現有消耗。
而綠色能源是指不破壞、不危害環境及不排放污染物的能源。
大部份可再生能源也同是綠色能源，例如太陽能、風力、地熱能、水能、潮汐能等。這些能量來源都能在自然中得到限乎無盡的補充，而且在使用過程中不會破壞環境或產生污染。
但不是所有可再生能源也都是綠色能源，例如生物質能在燃燒時會排放二氧化碳及其他污染物，雖然生物質能在產生過程會吸收二氧化碳，理論上可達致碳中和，但排放時仍有機會影響使用者，特別是燃燒過程多還有其他污染物產生，例如氮化物。另一例子是大壩水電站，大型水壩的儲水庫會掩蓋擴範面積的土地，對受影響地區的自然生態做成不可逆轉的破壞；而且因為水位隨季節週期變化，植物反複地在生長後被水掩蓋，並在缺氧環境中形成強烈的溫室氣體甲烷，影響氣候。
同樣地，綠色能源也不一定是可再生能源，核能的產生需要有藏量有限核燃料，所以核能不是可再生的能源，但在受控情況下，對環境沒有危害或做成破壞，是否綠色能源俱爭議性。

## 未來發展
但也受自然条件的影响，如需要有水力、风力、太阳能资源必須有夠大的水動能、大風、劇烈陽光。而且最主要的是投资和维护费用非常高，發電效率低，所以初期發電成本高，但隨著太陽能不斷的發展，目前效率高達25%效率的太陽能板也陸續進入市場，普遍估計其生產過程所消耗的能量均可以在部屬後一年內完全回收其能量，並且可以連續使用20年，是目前相當看好的發電方法之一。
现在许多科学家在积极寻找提高利用可再生能源效率的新科技和新方法，相信随着地球资源的短缺，可再生能源将发挥越来越大的作用。
目前最令大眾注目的就是大規模太陽能及離岸風電，以國外經驗預估離岸風電是有機會以非常低的躉購價格進入市場。以及24小時不停歇的波浪發電，初估世界各地波浪能的蘊藏量均可以達 800W/m 以上的蘊藏量，某些地區甚至可達2kw/m 的蘊藏量，但波浪能長期以來不容易解決天氣驟變下的大自然力道，許多波浪發電在運行一段時間後遭遇颱風即受破壞。
目前太陽能在中國大陸大力的扶持下具有全球最低的晶片價格，也間接造成台灣晶片生產商的競爭力不足暫時離開市場，整體來看太陽能在持續的發展下不斷提高效率的結果就是造成成本的價降，預料在不久的未來，太陽能不需政府補助即可自行與市場上的其他能源競爭價格。